# HMV
HMV Retail Ltd, раніше HMV Group plc — британська мережа музичних роздрібних магазинів.
Перший магазин HMV був відкритий у 1921 році компанією Gramophone на Оксфорд-стріт у центрі Лондона. Мережа почала розширюватися в 1960-х роках, відкривши кілька інших магазинів по всій Великій Британії та за її межами.
Логотипом HMV є картина Френсіса Барро «Голос його господаря», на якій зображений собака Ніппер, який слухає звуки, що доносяться з труби грамофона.